# Frans Kannik
Frans Helge Alexander Kannik (født 24. juli 1949 – 28. juli 2011), var oprindeligt uddannet som serigrafisk trykker. Som kunstner er han selvlært og spænder vidt. Han udtrykker sig i malerier, grafik, installationskunst, performancekunst og som billedhugger.
At Frans Kannik også var billedhugger kan være svært for eftertiden at få øje på. Han har udført talrige skulpturer i plastik, gips, cement, skumgummi og lignende, men alle skulpturer og materialer fra hans installationer er blevet tilintetgjort efter udstilling.
Han var søn af maleren Preben Kannik og hustru Lillian Dressel.

## De første kunstnerår
Frans Kannik var i 1980 med til at etablere det kunstneriske værkstedstedskollektiv Leifsgade 22 på Islands Brygge i København. Han bevægede sig på usædvanlig kort tid frem til en markant position i dansk kunstliv.
I de sene år, arbejdede han alene med sine værker og modeller i sit værksted på Frederiksberg.

## Værker på danske museer
Værker af Frans Kannik på Danske museer Arkiveret 4. marts 2016 hos  Wayback Machine

## Akvarel Biennale Sweden 2006
- Nr.2
- Nr.3
- Nr.4
- Nr.5
- Nr.6
- Nr.7
- Nr.8
- Nr.9
- Nr.10
- Nr.11
- Nr.12

## Galleri Veggerby separat udstilling 2003
- Nr.1
- Nr.2 / 110x100cm.
- Nr.3 / 110x100cm.
- Nr.4 / 110x100cm.
- Nr.5 / 110x100cm.
- Nr.6 / 110x100cm.

## Gallery Birch separat udstilling 1995
- No.1
- No.2 / 110x110cm.
- No.3 / 40x30cm.
- No.4 / 40x30cm.
- No.5 / 40x30cm.
- No.6 / 40x30cm.
- No.7 / 40x30cm.
- No.8 / 40x30cm.
- No.9 / 40x30cm.
- No.10 / 40x30cm.
- No.11 / 40x30cm.
- No.12 / 40x30cm.
- No.13 / 40x30cm.
- No.14 / 40x30cm.
- No.15 / 40x30cm.
- No.16 / 40x30cm.
- No.17 / 40x30cm.
- No.18 / 40x30cm.